# غارة طوسمريب الجوية
وقعت غارة طوسمريب الجوية في الأول من مايو 2008 في حوالي الساعة 3:00 صباحًا بالتوقيت المحلي عندما أسقطت طائرة أمريكية ثلاث قنابل كبيرة على منزل في منطقة طوسمريب بوسط الصومال، واستهدف الهجوم حركة الشباب.  
أسفر الهجوم عن مقتل ما يصل إلى 30 شخصا بينهم مدنيون واثنان من قياديي حركة الشباب هما آدم حاشي عيرو ومحمد محي الدين عمر.  وأصيب أربعة آخرون.

## ردود الفعل
أكد المتحدث باسم الجيش الأمريكي بوب بروشا شن قواته هجوما على ما أسماه "هدف معروف للقاعدة " وقائد ميليشيا. 
وقال مختار روبو "أبو منصور" القيادي في حركة الشباب (في ذلك الوقت): "صحيح أن طائرات كافرة قصفت طوسمريب، وهذا اعتداء غير مبرر، آدم حاشي عيرو والشيخ محمد محي الدين عمر من أهم أعضاء حركة الشباب الذين سقطوا ضحايا هذا العدوان الأجنبي، إن موت عيرو وعمر لن يوقف النضال من أجل تحرير أرض الصومال المقدسة، وسنواصل النضال حتى يتحرر الشعب الصومالي ". 
وأفاد الصحفي في صحيفة شيكاغو تريبيون بول سالوبيك أن "الجهاديين" تعهدوا بقتل كل أجنبي في الصومال ردًا على الغارة. 

## روابط خارجية
- غارة جوية أمريكية تقتل صوماليين متهمين بصلاتهم بالقاعدة واشنطن بوست 2 مايو 2008